# Giorgio Fonio
Giorgio Fonio, né le 1er juillet 1984 (originaire de Samedan), est une personnalité politique suisse, membre du Centre.
Il est député du canton du Tessin au Conseil national depuis décembre 2023.

## Biographie
Giorgio Fonio naît le 1er juillet 1984. Il est originaire de Samedan, dans le canton des Grisons.
Issu d'une famille qu'il qualifie de dysfonctionnelle, il perd sa mère à 10 ans, alors qu'il est en quatrième primaire et vit alors en institution jusqu'à ses 18 ans, d'abord à Bellinzone puis à Mendrisio,.
Économiste de formation, il occupe depuis le 1er février 2021 le poste de secrétaire de la section de Mendrisio du syndicat chrétien-social du Tessin OCST (en italien : Organizzazione cristiano-sociale ticinese),.
Il est marié et père de quatre enfants et habite Chiasso.

## Parcours politique
C'est l'exemple du politicien Alex Pedrazzini, découvert en lisant le journal Il Dovere dans des bennes à ordure, qui le pousse à se lancer en politique. Il siège au Conseil communal (législatif) de Chiasso depuis 2016 et au Grand Conseil du canton du Tessin depuis le 18 mai 2015.
Premier vient-ensuite de la liste du centre pour le Conseil national lors des élections fédérales d'octobre 2023, il accède à la chambre basse du Parlement suisse grâce à l'élection au second tour de Fabio Regazzi au Conseil des États. Il y est membre de la Commission des institutions politiques (CIP).